# Югославський національний рух
Югославський національний рух (сербохорв. Jugoslavenski narodni pokret, серб. кир.: Југословенски народни покрет), також відомий як Об'єднана бойова організація праці (сербохорв. Združena borbena organizacija rada / серб. кир.: Здружена борбена организација рада), або Збор (сербохорв. Zbor) — югославський фашистський рух, організація під керівництвом політика Димитріє Льотича. Заснована 1935 року, одержувала у міжвоєнний період значну фінансову і політичну допомогу Німеччини, брала участь у югославських парламентських виборах 1935 і 1938 років, у яких ніколи не набирала більш ніж 1% голосів виборців.
Після вторгнення держав Осі у квітні 1941 року та окупації Югославії німці відібрали з-поміж членів організації кількох осіб для включення до складу сербського маріонеткового уряду Мілана Недича. Виникло збройне крило руху — Сербський добровольчий корпус (СДК), над яким Льотич не мав контролю. Ним командував полковник Коста Мушицький. Наприкінці 1944 року Льотич і його послідовники спільно з німцями та іншими колабораціоністськими формуваннями відступили до Словенії. У березні Льотич і вождь четників Дража Михайлович домовилися про остаточний союз проти югославських партизанів. Послідовники Льотича перейшли під командування четницького командира Міодрага Дам'яновича. Наприкінці квітня 1945 р. Льотич загинув в автомобільній катастрофі. Пізніше його послідовники втекли разом із четниками в Італію. Після війни західні союзники екстрадували багатьох назад у Югославію, де їх стратили та поховали у братських могилах. Ті, кого не видали, емігрували в західні країни, створюючи емігрантські організації, які мали намір просувати політичну програму «Збору».

## Виноски
1. ↑   Є чимала кількість джерел, які називають «Збор» фашистською організацією,[1][2][3][4] а також значна кількість джерел, які описують ватажка «Збору» Димитріє Льотича як фашиста.[5][6]
2. ↑  Збор було створено злиттям трьох фашистських рухів: Югославської акції з Загреба,[12] Асоціації борців Югославії з Любляни,[13] та «Пробудження» (Buđenje) з Петровграда.